# Spätwerk (Film)

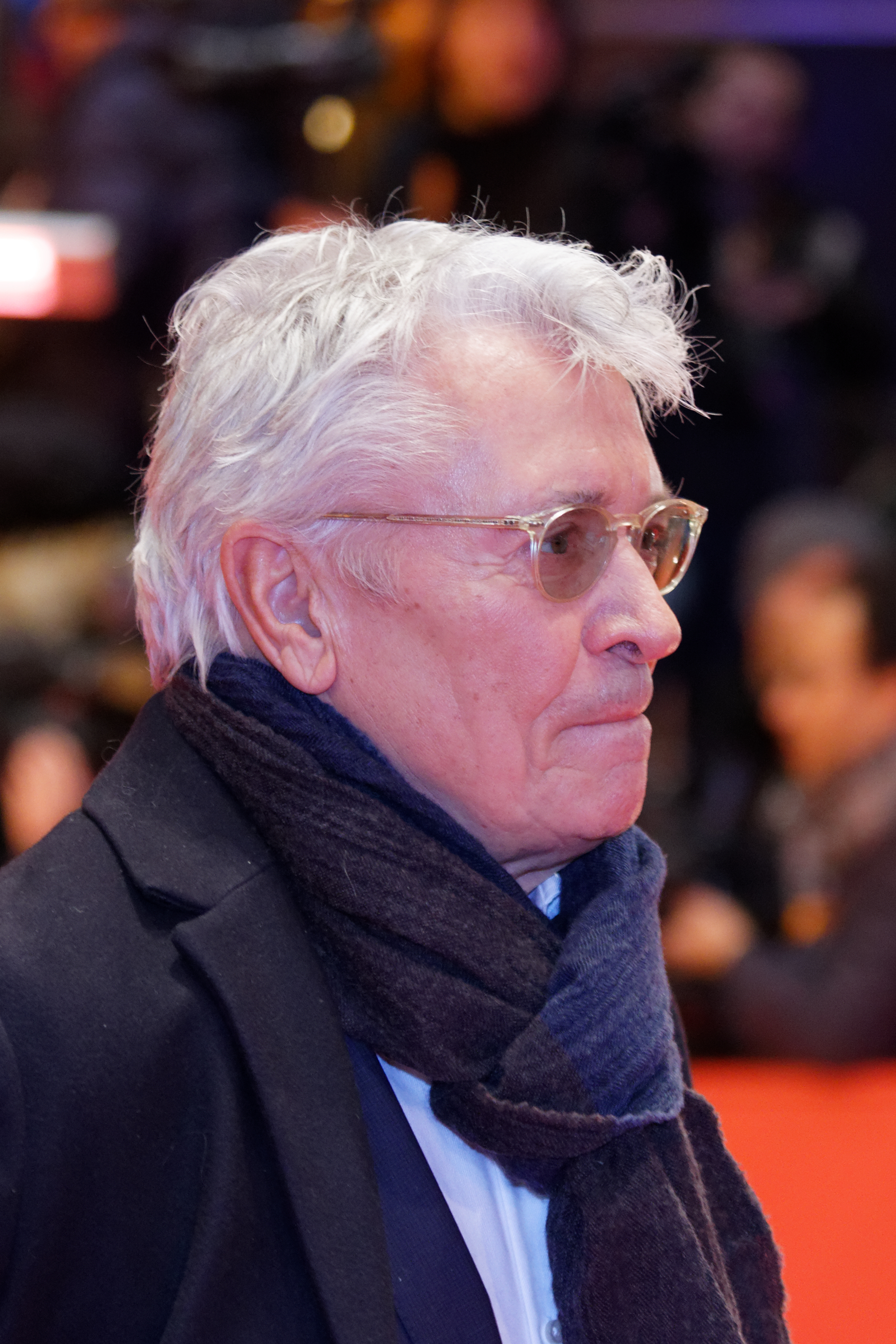
Henry Hübchen spielt Schriftsteller Paul Bacher (Foto von 2017)

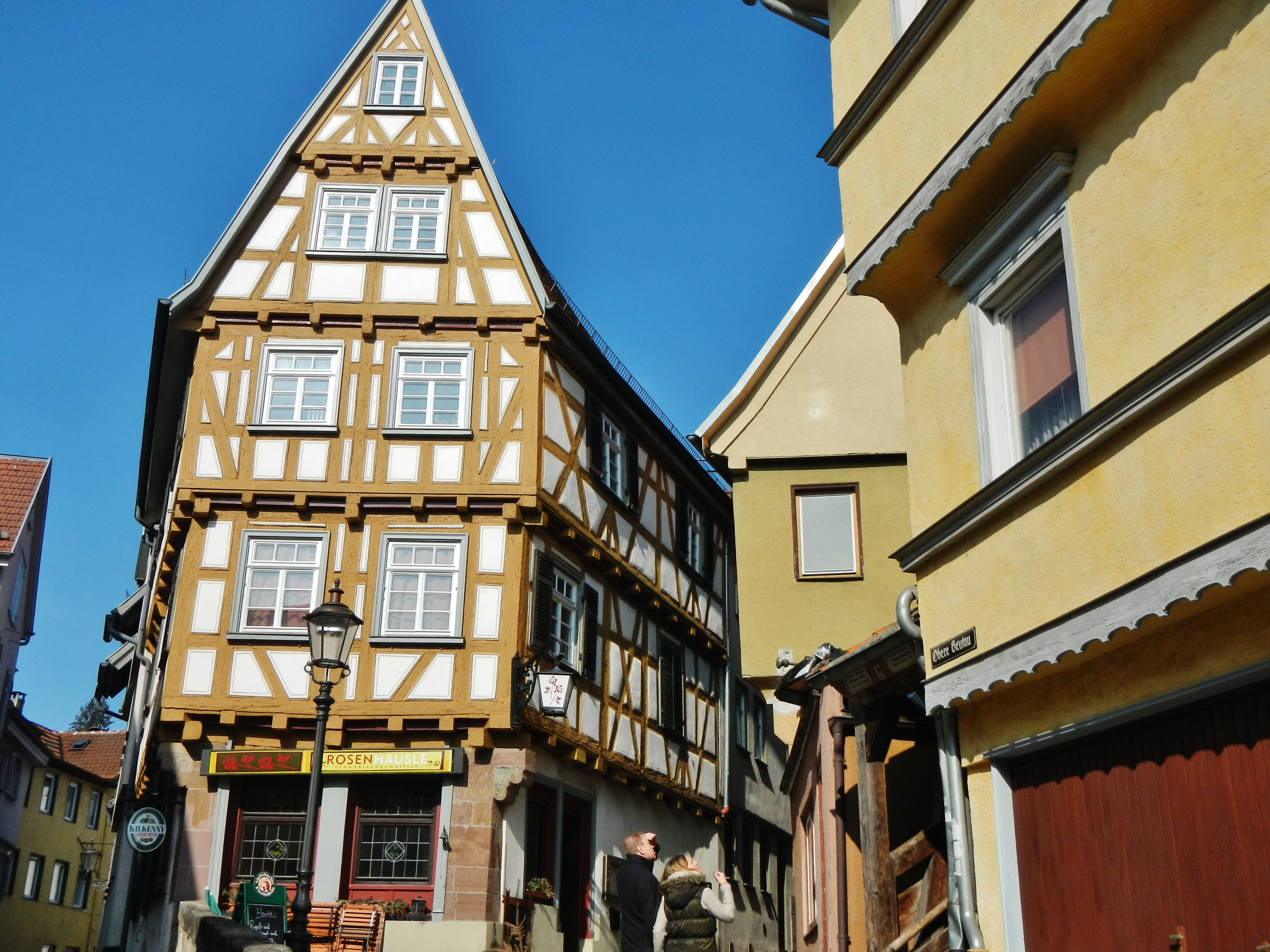
Bei einer seiner Lesungen verschlägt es Bacher nach Esslingen (Drehort Rosenhäusle)

Spätwerk ist ein deutscher Fernsehfilm aus dem Jahr 2018. In der Hauptrolle spielt Henry Hübchen einen in einer Schaffenskrise befindlichen Schriftsteller, der durch einen Unfall mit Todesfolge wieder zu neuem literarischem Tatendrang findet. Der Film wurde am 16. Mai 2018 im Mittwochabendprogramm des Ersten erstmals ausgestrahlt.

## Handlung
Paul Bacher, früher ein sehr erfolgreicher Schriftsteller, befindet sich in einer Schaffenskrise, hat seit Jahren nichts mehr veröffentlicht. Er hat ein Verhältnis mit seiner Lektorin Hannah und eine ironische Weltsicht. Er trinkt viel zu viel und tingelt mittlerweile fast nur noch für Lesungen vor alterndem Publikum durch die Provinz. Hier nimmt er eines Tages den Anhalter Daniel in Richtung Berlin mit, den er bei einem unachtsamen Zurücksetzen auf der Landstraße jedoch anfährt, scheinbar tödlich verletzt und hinter einem Baum liegenlässt. Als er kurze Zeit später zurückkommt, befindet sich das Opfer nicht mehr am ursprünglichen Ablageplatz. Dieses Ereignis zieht ihn zunächst weiter nach unten, auch Hannah kann ihn nicht aufmuntern. Er begibt sich in Berlin auch in Daniels Wohnung und läuft beim Verlassen kurz dessen Freundin Tatjana über den Weg.
Daraufhin begibt er sich zurück zum Unfallort, kann in der Nähe den toten Daniel finden und packt die Leiche in seinen Kofferraum. Wenig später wird ihm bei einer Polizeikontrolle der Führerschein wegen Alkoholkonsums eingezogen. Er ruft eine Frau an, die er vor ein paar Tagen in dem Ort bei einer Lesung getroffen hatte. Die Lehrerin Teresa hilft ihm aus der Patsche und fährt ihn mit seinem Wagen ins Hotel. Sie essen gemeinsam zu Abend und erzählen aus ihren Leben, für Paul endet es mal wieder in einem Vollrausch. Als er am nächsten Morgen aufwacht, schlägt er die auf einen Zettel skizzierte Einladung zum Kaffeetrinken allerdings aus. Er macht sich stattdessen auf den Weg zu seinem Haus am Meer, vergräbt unterwegs aber zunächst die Leiche im Wald. An der See beginnt er langsam wieder mit dem Schreiben und schöpft aus seinen eigenen Erlebnissen Inspiration. So wird der Vorfall mit dem Anhalter Thema seines neuen Werks. Um sich bei Teresa für ihre Hilfe zu revanchieren, lädt er sie zu einem Verlagsempfang nach Berlin ein. Dort wird sie von Hannah brüskiert, Paul läuft ihr jedoch nach und es kommt zu einer ersten gemeinsamen Nacht.
Paul kann wieder wie früher schreiben. Paul und Teresa verbringen viel Zeit miteinander, sie gehen eine Beziehung ein und sie wird wenig später von ihm schwanger. Als Pauls neues Buch Licht am Anfang des Tunnels erscheint, verkauft sich dieses sehr gut und er ist wieder voll im Geschäft. Nach einer Lesung spricht Tatjana ihn an. Sie habe in dem Buch den Vermisstenfall von Daniel erkannt, nur die Namen und Ort stimmten nicht. Auch sei er in seiner Wohnung gewesen. „Sie dürfen die Literatur nicht mit dem Leben verwechseln!“ erwidert er und signiert ihr Buch. Anschließend fährt er mit seinem Auto davon und zündet dieses mit Daniels zurückgelassenen Habseligkeiten an.

## Produktion
Der Film wurde vom 14. September 2016 bis zum 18. Oktober 2016 in Norddeutschland (an der Ostsee und in Berlin) und in Esslingen gedreht. Spätwerk ist bereits die vierte Zusammenarbeit von Regisseur Andreas Kleinert und Drehbuchautor Karl-Heinz Käfer.

## Rezeption

### Kritiken
Die Redaktion des Lexikons des internationalen Films bezeichnet den Film als sehenswert und verleiht im insgesamt 4 von 5 Sternen. Es handele sich um ein „[d]ichtes Charakterdrama um eine komplexe Hauptfigur, deren Verhalten auf mehrdeutige Weise interpretierbar bleibt. Die eindringliche Bildsprache unterstreicht die Wirkung der Erzählung, die moralische Fragen anspricht, ohne moralinsauer zu werden.“
Rainer Tittelbach gibt dem Film in seiner Besprechung bei tittelbach.tv insgesamt 5 von 6 möglichen Sternen. Henry Hübchen spiele einen motivationslosen „larmoyanten alten Mann“, der durch einen Unfall mit Todesfolge ins Leben zurückfinde. Bei der resultierenden Begegnung mit Lehrerin Teresa fänden sich „zwei Menschen, die sich gleichermaßen brauchen“. Der Film mit einer klassisch guten Bildsprache überzeuge durch seinen fein pointierten Fluss der Gespräche, die Montage verweigere sich der gewohnten Spannungsdramaturgie – für den Kritiker eine Wohltat. Das Geschehen werde subjektiv und ausschnitthaft aus Sicht des Protagonisten präsentiert, mit einem nicht der kausalen Krimi-Logik folgendem Erzählfluss. Das Ende bleibe dabei offen und „die Geschichte reich an Lesarten“. Besonders lobt Tittelbach das „großartige Schauspieler-Trio“ Hübchen, Ziolkowska und Schily, die „köstliche“ Dialogwechsel hätten und „noch über das Filmende hinaus in Erinnerung“ blieben.